# Prothema skalei
Prothema skalei es una especie de escarabajo longicornio del género Prothema, tribu Prothemini, subfamilia Cerambycinae. Fue descrita científicamente por Holzschuh en 2019.
La especie se mantiene activa durante los meses de abril y mayo.

## Descripción
Mide 12-16,5 milímetros de longitud.

## Distribución
Se distribuye por Vietnam.